# Adiantum fengianum
Adiantum fengianum är en kantbräkenväxtart som beskrevs av Ren-Chang Ching. Adiantum fengianum ingår i släktet Adiantum och familjen Pteridaceae. Inga underarter finns listade.